# Helene Reschovsky
 Helene Josefine Reschovsky  (* 2. April 1907 in Wien; † 24. Januar 1994 in den USA) war eine österreichisch-amerikanische Mathematikerin und Hochschullehrerin.

## Leben und Werk
Reschkovsky studierte nach dem Besuch des Mädchenrealgymnasiums in Wien von 1925 bis 1929 an der Universität Wien. Sie promovierte 1930 bei Karl Menger mit dem Thema: Über rationale Kurven. Anschließend unterrichtete sie an einer Mittelschule und war Mitglied des Mathematischen Kolloquiums. Sie emigrierte 1938 in die Vereinigten Staaten, wo sie zunächst auf der Hühnerfarm ihres Bruders arbeitete und dann in Bryn Mawr und Wellesley als Mathematiklehrerin arbeitete. Sie wurde 1950 Assistenzprofessor und dann Associate Professor an der University of Connecticut. 1952 wurde sie als Mitglied der Mathematical Association of America geführt. Ihre Veröffentlichungen beschäftigen sich mit Geometrie und Topologie.

## Veröffentlichungen (Auswahl)
- Über rationale Kurven. In: Fundamenta Mathematicae 15, 1930, S. 18–37.